# Genuine Lesbian: Embarrassing Position
Pour plus de détails, voir Fiche technique et Distribution.
Genuine Lesbian: Embarrassing Position (本番レズ 恥ずかしい体位, Honban rezu: Hazukashii taii) est un film japonais écrit et réalisé par Takahisa Zeze, sorti en 1994.

## Fiche technique
- Titre : Genuine Lesbian: Embarrassing Position
- Titre original : 本番レズ 恥ずかしい体位 (Honban rezu: Hazukashii taii)
- Autre titre : Angel in September
- Réalisation : Takahisa Zeze
- Scénario : Takahisa Zeze
- Producteur :
- Production : Kokuei Company, Shintoho Company
- Musique :
- Pays d'origine :  Japon
- Langue originale : japonais
- Lieux de tournage :
- Format :
- Genre : Pinku eiga, Drame
- Durée : 1h 02
- Dates de sorties :
  -  Japon : 25 novembre 1994

## Distribution
- Chieko
- Makoto Fukatani
- Karin Tsujigiri
- Hiroyuki Yamaguchi
- Takahiko Kobayashi
- Kon Fujishima